# 光秀尼
光秀尼（こうしゅうに、天文21年〈1552年〉 - 元和8年2月8日〈1622年3月19日〉 / 元和8年12月8日〈1623年1月8日〉）は、戦国時代から江戸時代初期にかけての女性で、豊臣秀長の側室（別妻）。奈良興福院の住持。摂取院光秀。興俊尼と呼ぶ文献もある。

## 生涯
父は大和の国人・秋篠伝左衛門、母は同じく大和の国人である鷹山頼円の娘。
『奈良名所八重桜』（延宝6年〈1678年〉の作）によると、興福院の元祖とされる興俊尼（光秀尼）は元は法華寺の比丘尼だったという。ある時、法華寺を訪ねた秀長に見初められて城へと連れていかれ、一夜を過ごした後に寺へと帰された。その後、興俊尼には娘が生まれ、この娘が後に安芸毛利家（毛利秀元）に嫁いだとされている（光秀尼の娘が毛利家に嫁いだという話については、後述の通り異論が呈されている）。
寺に帰った後の光秀尼については以下の説がある。すなわち、不犯の戒律を破った光秀尼は元の寺に戻れず、母方の伯母で弘文院（興福院）の住職である心慶尼のもとに身を寄せた。懐妊の兆しが現れると、縁家の菊岡宗政（菊田宗政）の屋敷に移され、そこで娘のおきくを出産。秀長は事情を知ると、光秀尼と娘を郡山城に迎え入れたという。光秀尼らが郡山城に入った時期は天正15年（1587年）頃、または天正16年（1588年）頃とされる。郡山城に入って還俗した光秀尼は「お藤」と呼ばれたという。
なお、川口素生は『奈良名所八重桜』の記述に懐疑的な見方を示し、光秀尼が秀長の側室になったという話を真偽不明と述べる。また、柴裕之は「秋篠某」の娘である「摂取院光秀」が秀長の死後に比丘尼になったと『庁中漫録』に記されていることを取り上げ、比丘尼だった時に秀長に見初められたとする『八重桜』の記述を誤りであるとする。
光秀尼の立場については、『多聞院日記』の記述から当初は秀長の妾で、その後別妻として扱われるようになったと推測される。
天正19年（1591年）1月、秀長と光秀尼の間に生まれた娘が、秀長の養子となった羽柴秀保と婚姻した。『多聞院日記』には、この時の娘について「大納言殿ムスメ四、五才歟」とある。
その直後の天正19年（1591年）1月22日、秀長が死去した。光秀尼はその後比丘尼となり、母方の伯父・窪庄伊豆守の妹の自慶院心慶が院主を務める弘文院（後の興福院）へと入寺した。柴裕之は、『多聞院日記』文禄3年（1594年）3月2日条に「秋篠ノ沙弥」と書かれていることから、その頃までに出家していたことが分かるとする。また、天正20年（1592年）には、秀長の側近衆となっていた父・伝左衛門が75歳で死去している。
文禄3年（1594年）3月2日、光秀尼の娘と秀保の婚儀が郡山城で行われた。天正19年（1591年）の婚姻は仮祝言で、この時の婚姻は本祝言といわれる。翌文禄4年（1595年）4月に秀保は死去し、羽柴大和大納言家（秀長家）は断絶することとなった。この年の9月21日、光秀尼は「秋篠後室」として、羽柴秀吉から大和国新堂村（奈良県橿原市）に200石の知行地を与えられた。この200石については、弘文院の寺領としての寄進であるともされる。
元和6年（1620年）1月に自慶院心慶が死去した後、光秀尼は弘文院の院主となった。
元和8年2月8日（1622年3月19日）、または元和8年12月8日（1623年1月8日）、光秀尼は死去した。享年71。興福院旧地には「藤誉光秀大姉」の法号が刻まれた五輪墓碑が残り、興福院では「摂取院藤誉光秀比丘尼」の法名が記された位牌が祀られている。

## 娘について
光秀尼が生んだ娘について、『奈良名所八重桜』は毛利秀元の妻（大善院殿、おきく）としている。また『多聞院日記』の記述から、羽柴秀保の妻の母が「秋篠ノ沙弥」（または「秋篠ノ沙弥ノ子」、いずれも秋篠伝左衛門の娘である光秀尼を指す）であることが分かる。こうしたことから、おきくは初め羽柴秀保と婚姻したものの離縁させられ、文禄3年（1594年）9月、または文禄4年（1595年）2月に、秀吉の養女として毛利秀元に再稼したとする見方がある。
しかし、文禄3年3月に行われた秀保の婚儀の様子を記した『駒井日記』では、秀保の妻を指す「御うへさま」と「おきく」が羽柴秀俊（小早川秀秋）から別々に贈物を贈られている。これにより、光秀尼の娘である秀保の妻とおきくは別人であると考えられる。
秀保の妻の生年について、『多聞院日記』天正19年（1591年）1月条に「大納言殿ムスメ四、五才歟」とあることから、黒田基樹は天正15年（1587年）または16年（1588年）の生まれと見ることができるとし、柴裕之は天正15年（1587年）以前の生まれであるとする。黒田は、文禄3年の婚儀は秀保の妻の年齢をきっかけに行われた正式な婚儀と考えられるとして、この時秀保の妻が社会的に認知される8歳となる、天正15年生まれの可能性が高いとしている。
なお、秀保の妻の妹で生母不明のおきく（大善院殿）は天正16年（1588年）の生まれであり、黒田の説に従えば秀保の妻と1歳差となる。